# Palazzo imperiale di Goslar
Il Palazzo imperiale di Goslar o Reggia palatina di Goslar (in tedesco: Kaiserpfalz Goslar) è uno storico palazzo della città tedesca di Goslar, in Bassa Sassonia (Germania nord-occidentale), eretto per volere dell'imperatore Enrico II e costruito tra il 1005 e il 1056, ma quasi completamente ristrutturato negli anni settanta del XIX secolo. Fu per 200 anni, dal 1050 al 1253, una delle residenze degli imperatori tedeschi del Sacro Romano Impero e vi si svolsero 23 diete imperiali. Era un palazzo imperiale, situato nei pressi delle importanti miniere di Rammelsberg da cui gli imperatori traevano metallo prezioso.
Annesso al palazzo esisteva una chiesa, la chiesa dei Santi Simone e Giuda, demolita nel 1894. Ad oggi rimangono solo poche tracce.
Come tutto il centro storico di Goslar, anche questo edificio è annoverato nella lista dei patrimoni dell'umanità stilata dall'UNESCO.

## Ubicazione
Il Kaiserpfalz si trova in una collinetta della parte meridionale del centro storico, ad ovest dello Zwinger e a sud-est della Siemenshaus.

## Storia
Il palazzo è uno dei cinque complessi di palazzi dell'attuale stato della Bassa Sassonia. In origine era solo una casa di caccia, descritta nelle cronache di Adamo di Brema. Il re Enrico II fece costruire qui un primo palazzo intorno al 1005; la vicinanza alle miniere di Rammelberg fa sì che Goslar preceda edifici più antichi come la residenza reale di Werla.
Negli anni 1030, l'imperatore Corrado II iniziò ad ampliare il palazzo e gettò le basi per la costruzione della chiesa di Nostra Signora. I lavori proseguirono con l'ascesa al trono del figlio Enrico III e furono completati all'inizio degli anni 1050. La chiesa di Nostra Signora a est della sala delle assemblee non esisteva più; la cappella palatina a sud, dedicata a Sant'Ulrico, fu costruita nell'XI secolo.
Il figlio di Enrico III, il futuro Sacro Romano Imperatore Enrico IV, nacque a Goslar l'11 novembre 1050; suo padre, Enrico III, accolse Papa Vittore II nel 1056. Dopo la morte del monarca, avvenuta il 5 ottobre 1056, Vittorio si assicurò che la vedova Agnese di Poitou ne assumesse il controllo. Nel 1073, Enrico IV dovette fuggire dal palazzo per sfuggire alle forze ribelli sassoni. Tornato a Goslar due anni dopo, ricevette la minaccia di scomunica da parte di Papa Gregorio VII, punto di partenza della lotta per le Investiture. Il 6 agosto 1081, l'anti-re Ermanno di Lussemburgo fu incoronato nel palazzo dall'arcivescovo Sigfrido I di Magonza.
Nell'XI secolo il palazzo fu luogo di contesa tra l'imperatore Federico Barbarossa e il duca Enrico il Leone. Nel luglio del 1219, Federico II convocò una Dieta imperiale a Goslar, dove ricevette le regalie del defunto imperatore Ottone IV. Durante il Grande Interregno, nel 1253, Guglielmo d'Olanda, eletto re dei Romani, soggiornò per qualche tempo a Goslar; poi l'edificio cadde in disuso. I lavori di restauro iniziarono solo nel 1868, dopo che Goslar, l'ex città libera imperiale, divenne parte della provincia prussiana di Hannover. Dopo l'istituzione dell'Impero tedesco sotto l'imperatore Guglielmo I nel 1871, il palazzo doveva essere il simbolo della rinascita nazionale.

## Descrizione
Il corpo centrale è lungo 54 metri e largo 18 metri. Grazie a queste misure il palazzo di Goslar si qualificava come la costruzione profana più grande dell'Alto Medioevo in Germania. Il palazzo è costituito da due piani; in ciascun piano sono presenti due grandi sale di rappresentanza. 
Il palazzo si articola a nord con ambienti adibiti alla famiglia imperiale e ad ovest con una cappella palatina, dedicata a Sant'Ulrico (XII secolo).
Il palazzo fu oggetto di una restaurazione ottocentesca, a cui si deve molto dell'aspetto attuale. Come l'aggiunta davanti alla facciata principale di due statue in bronzo, raffiguranti Federico Barbarossa e Guglielmo I .
Anche l'interno dell'edificio fu oggetto di restauro, come provano gli affreschi dell'Ottocento sulla storia di Goslar nella Kaisersaal (sala imperiale) e l'aspetto odierno della cappella di Sant'Ulrico.

### La sala delle assemblee
All'epoca della sua costruzione, la sala delle assemblee, ovvero in tedesco Kaisersaal, a due piani a ovest del complesso del palazzo era il più grande edificio secolare del Sacro Romano Impero, con 54 m di lunghezza e 18 m di larghezza. La sala superiore, progettata come Sommersaal (sala estiva), è aperta all'esterno attraverso sette grandi finestre ad arco sulla facciata orientale; la Wintersaal (sala invernale) sottostante ha solo piccole finestre ed era riscaldata tramite un impianto di ventilazione di aria calda; un antico sistema di riscaldamento che si ritrova in altri edifici della regione, come a Werla o nel municipio di Gottinga. I soffitti con travi a vista poggiano su file di colonne di legno.
A nord dell'edificio si trovavano gli appartamenti dell'imperatore e della sua famiglia; la sua stanza si trovava forse al primo piano con accesso diretto alla sala delle assemblee e alla chiesa di Nostra Signora attraverso una galleria a est. All'inizio dell'XI secolo, l'imperatore Enrico V fece costruire un secondo edificio residenziale in simmetria a sud. Nel 1132 la sala crollò e fu ricostruita con una sezione centrale e un vestibolo a livello del suolo.
Durante la ristrutturazione dal 1868 al 1879, alcuni elementi furono immaginati dagli architetti, poiché erano stati completamente distrutti e molte delle caratteristiche, come i due leoni scolpiti e le statue equestri di Guglielmo I e Federico Barbarossa davanti alla facciata principale, furono considerate di fantasia. All'interno, il pittore Hermann Wislicenus ha realizzato per molti anni un ciclo di 68 dipinti murali storici, completato nel 1897. I dipinti a olio raffigurano la storia del palazzo in una presunta continuità dell'impero cristiano tedesco dall'epoca di Carlo Magno alla casa prussiana degli Hohenzollern.

### La cappella di Sant'Ulrico

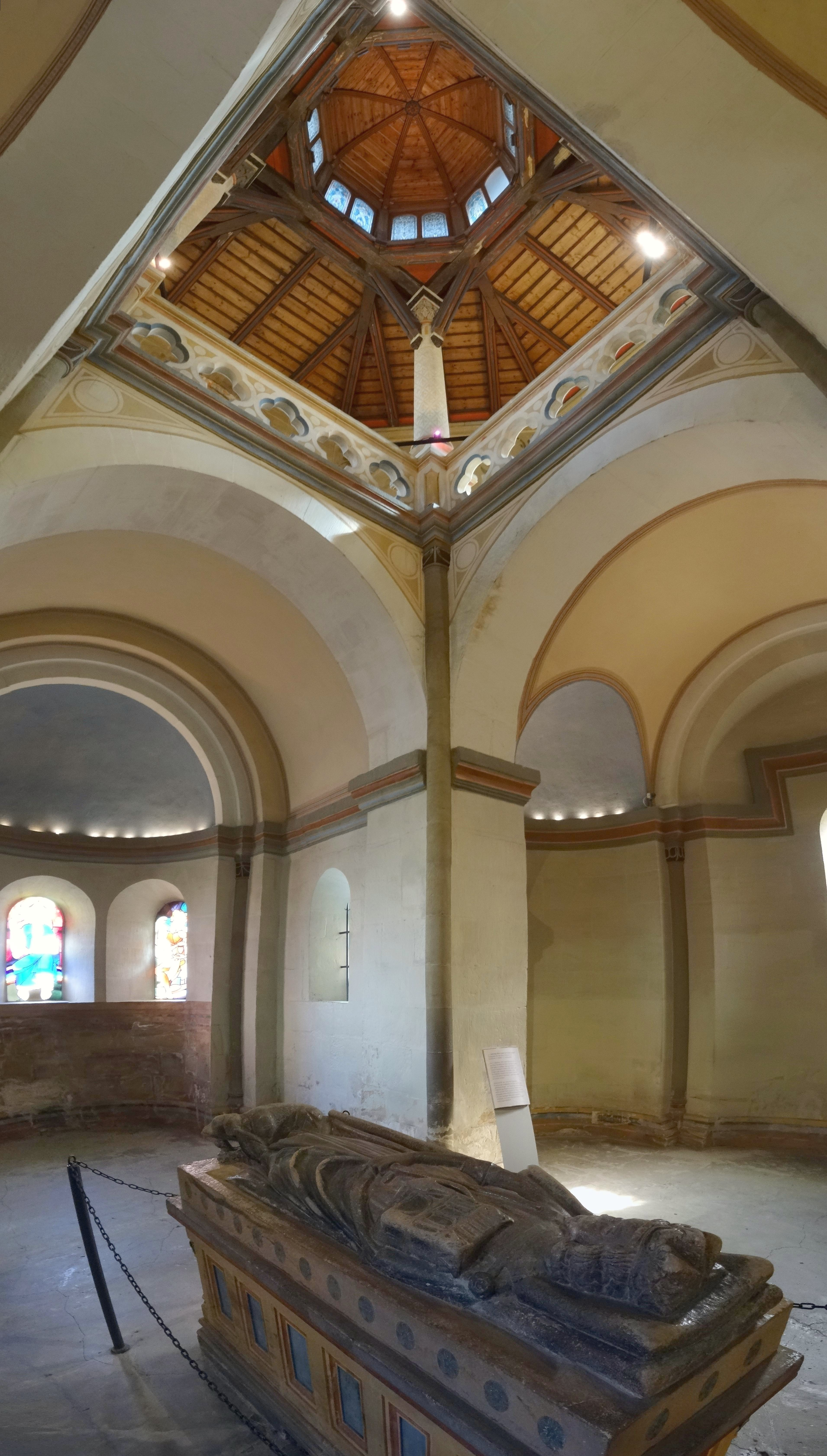
Interno della cappella, con la sepoltura di Enrico III

La cappella di Sant'Ulrico, a due piani e a pianta centrale, si trova nella parte settentrionale del palazzo ed è direttamente collegata alla sala delle assemblee e all'edificio residenziale più recente. I tronchi del piano inferiore, con quattro absidi intersecate, sostengono l'ottagono della cappella superiore, riservata all'imperatore e alla sua famiglia. Il sistema costruttivo, probabilmente basato sullo stile armeno presente in tutta Bagaran, è unico in Germania.
I due piani si aprono sullo spazio centrale. Il sarcofago in pietra di Enrico III si trova al centro della cappella inferiore. Il coperchio, opera del XIII secolo, mostra l'imperatore sdraiato con un cane ai suoi piedi, che tiene uno scettro nella mano destra e il modello di una chiesa nella sinistra. Il monumento contiene il cuore di Enrico III in una capsula d'oro, che fu sepolto a Goslar secondo le sue ultime volontà.

### La chiesa collegiale
A est del complesso del palazzo si trovava la collegiata dedicata agli apostoli Simone e Giuda Taddeo, la cui festa, il 28 ottobre, è il compleanno di Enrico III. Il grande edificio, in seguito chiamato anche "Cattedrale di Goslar" (Goslarer Dom), segue la pianta basilicale a tre navate con absidi sul lato est, un nartece e una massa occidentale con due torri di fronte alla sala delle assemblee. Un'altra torre fu collocata sopra l'incrocio del transetto; una cripta si trovava sotto il coro.
La chiesa fu consacrata dall'arcivescovo Ermanno II di Colonia il 2 luglio 1051 e servì da modello per la costruzione di molti edifici religiosi in Bassa Sassonia, come la chiesa di San Biagio a Braunschweig, fondata nel 1173. Il 26 dicembre 1081, durante la lotta per le Investiture, l'anti-re Ermanno di Lussemburgo fu incoronato qui dall'arcivescovo Sigfredo I di Magonza.
Dopo secoli di declino, la chiesa e gli altri edifici della collegiata oggi non esistono più; rimane solo il portico settentrionale della "cattedrale", costruito nell'XI secolo quando l'ingresso principale fu spostato. Nella parte superiore del portale sono sopravvissute sei delle otto sculture originali, tra cui quelle di Enrico III e dei santi patroni Simone, Giuda e Mattia. Sotto l'ingresso si trova una copia del trono dell'imperatore, il cui originale è esposto nella sala delle assemblee. Realizzato nella seconda metà dell'XI secolo in bronzo di Rammelsberg, è simile al trono di Carlo Magno nella Cappella Palatina di Aquisgrana.

## Galleria d'immagini

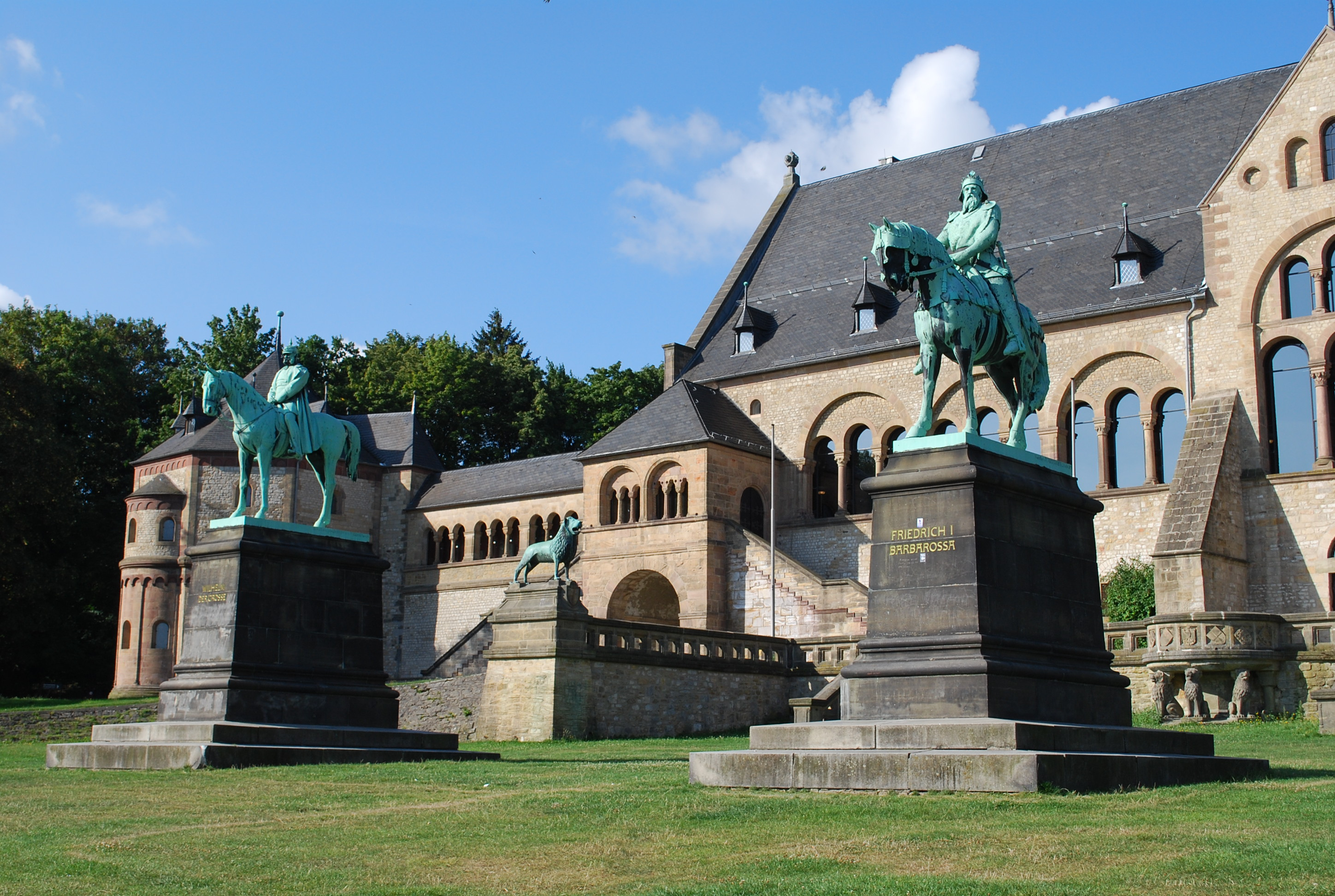
La facciata principale del palazzo
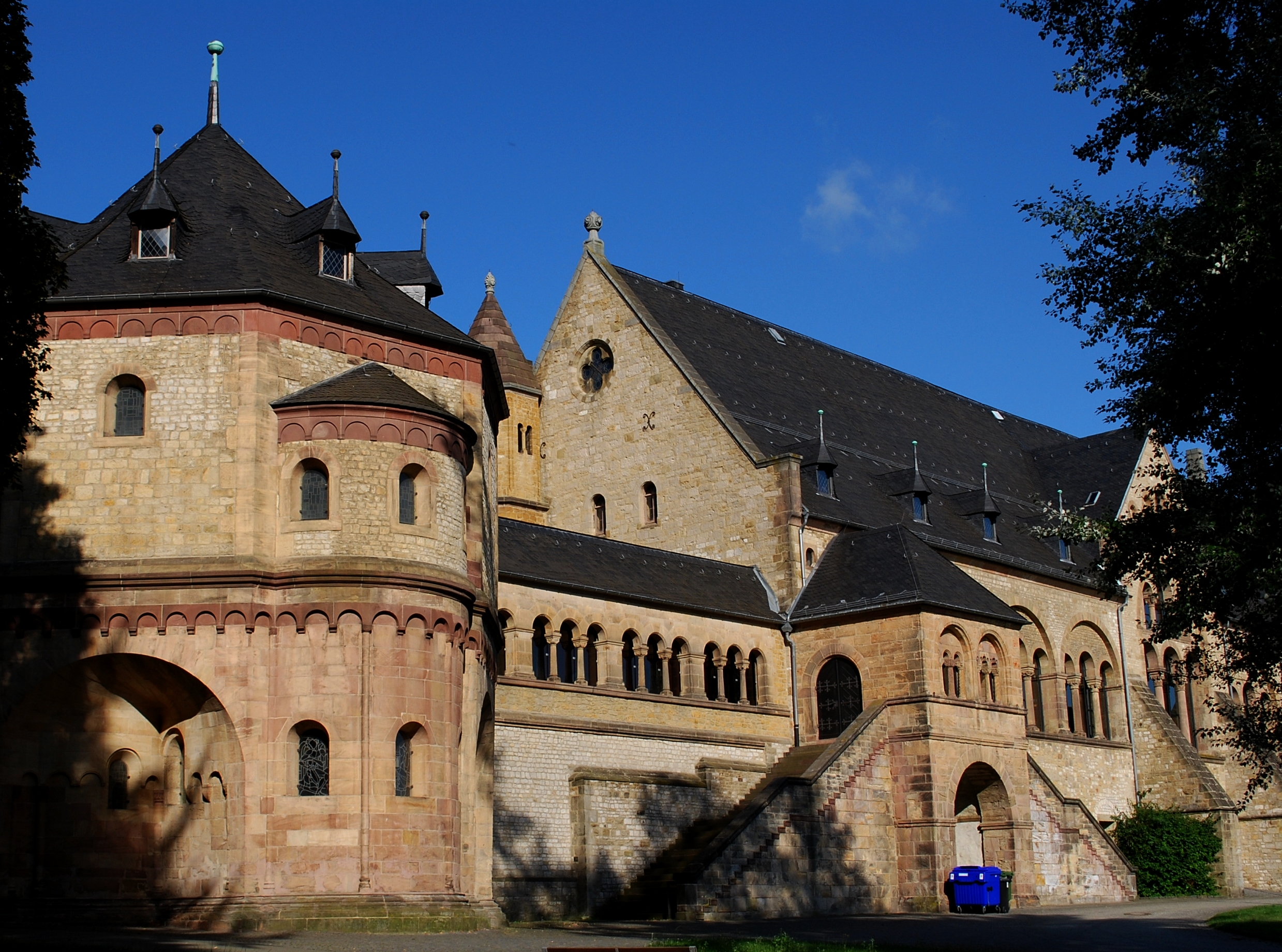
Veduta della cappella di Sant'Ulrico e del corpo centrale del Kaiserpfalz
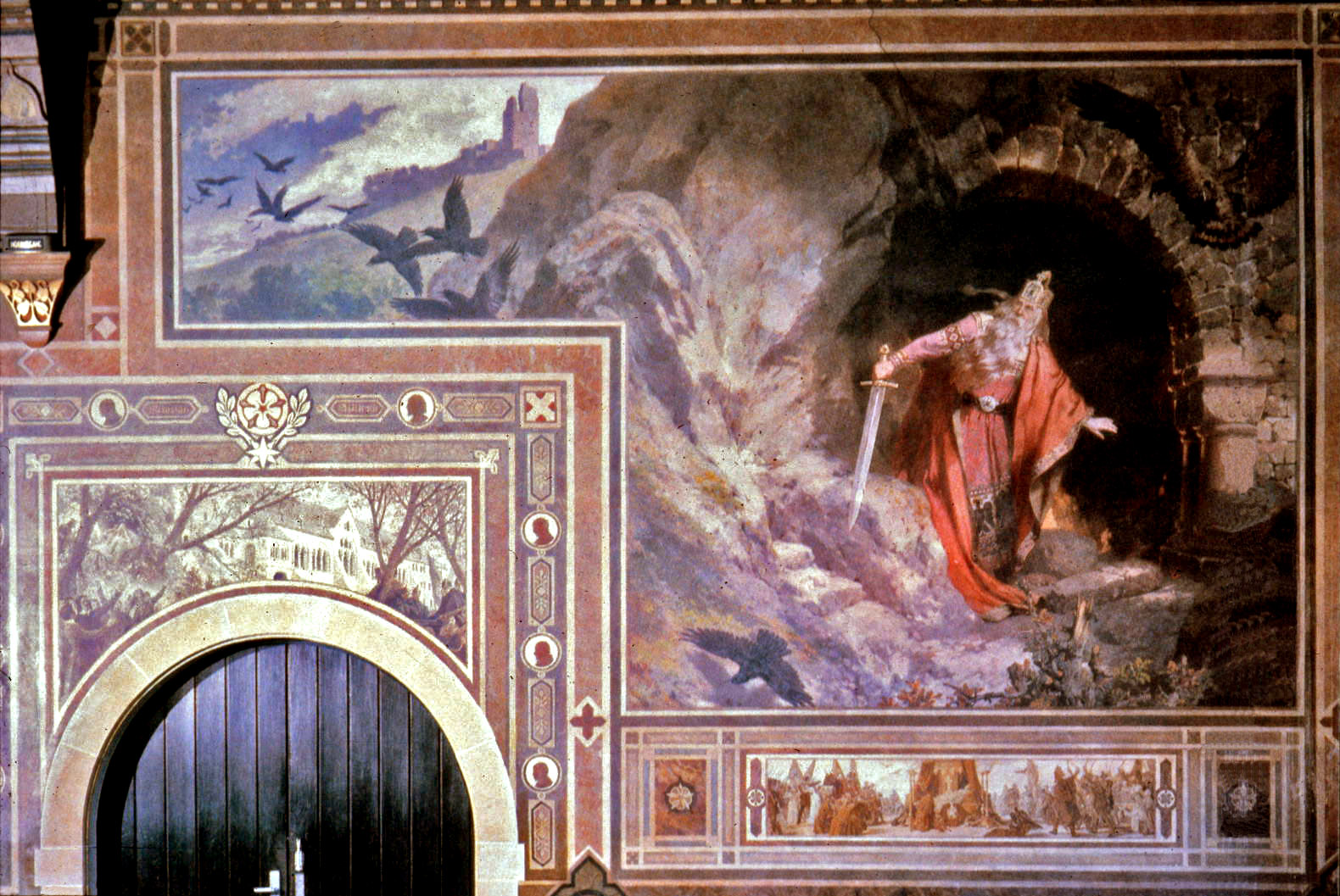
Un dipinto nel Kaiserpfalz di Goslar, "Il risveglio di Barbarossa" (1880) di Hermann Wislicenus (1825-1899)
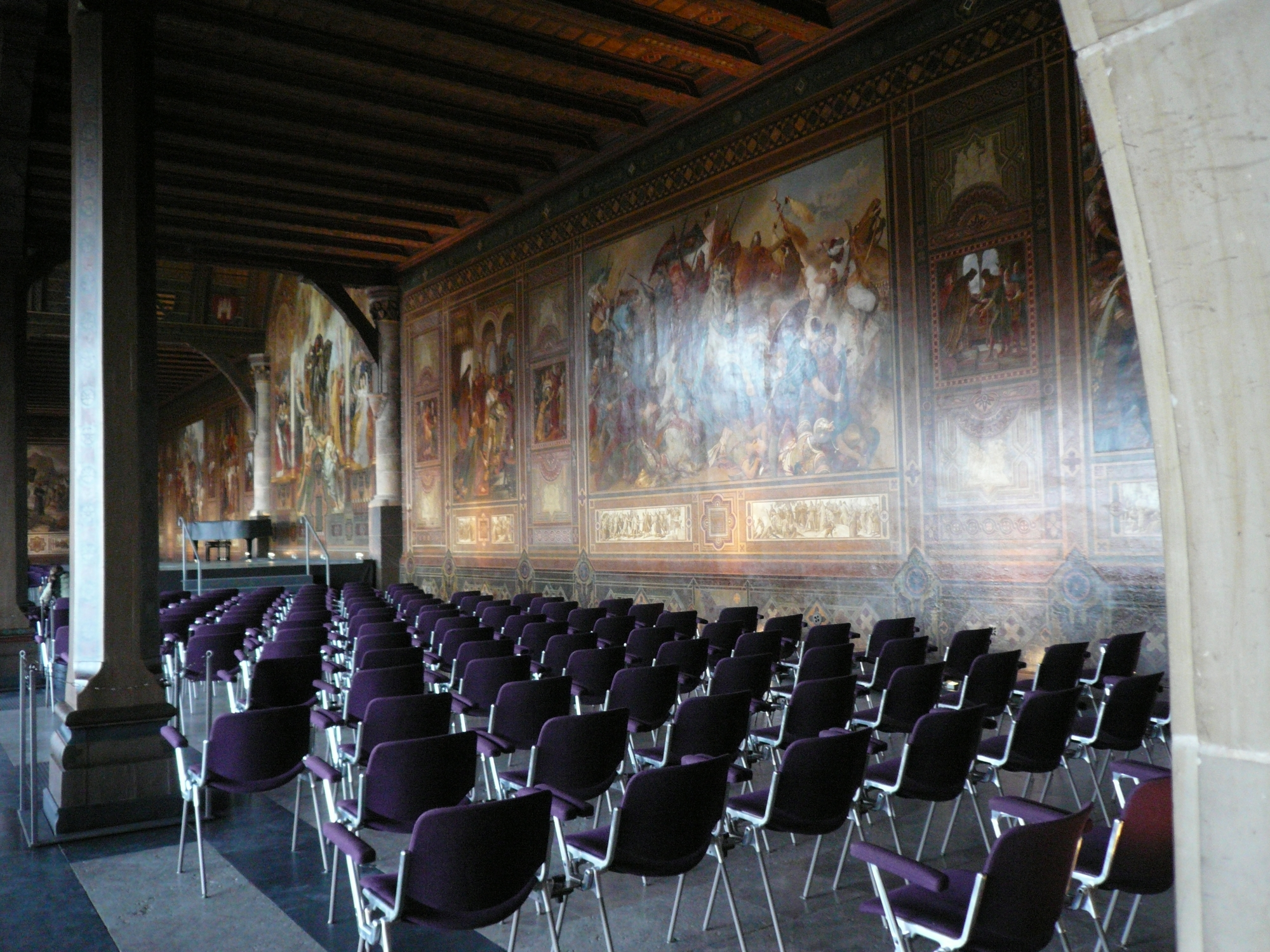
Interno della sala dell'assemblee, la Kaisersaal
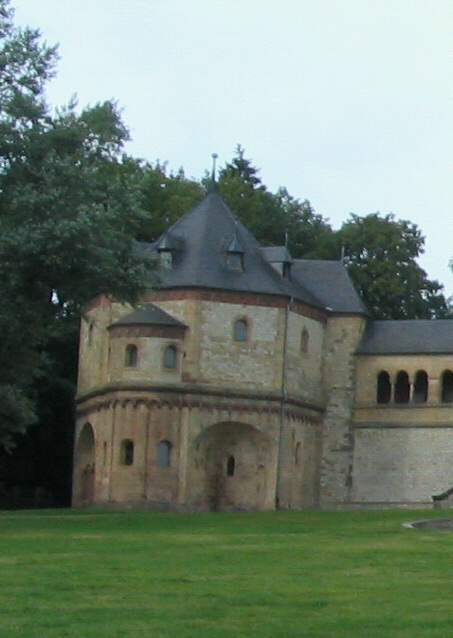
La cappella di Sant'Ulrico
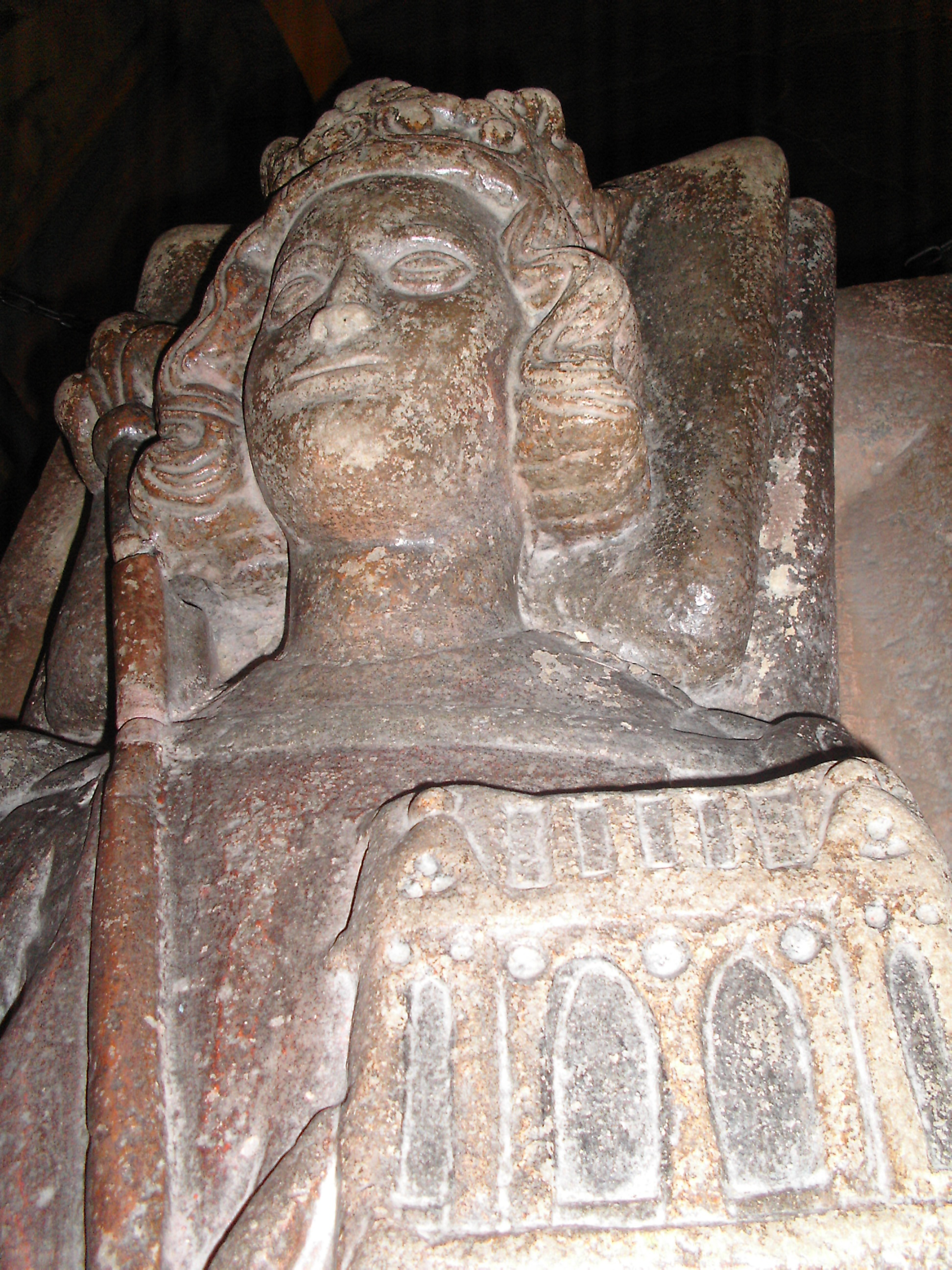
La tomba di Enrico III nella cappella di Sant'Ulrico